# Quercus kinseliae
Quercus kinseliae là một loài thực vật có hoa trong họ Cử. Loài này được (C.H.Mull.) Nixon & C.H.Müll. miêu tả khoa học đầu tiên năm 1994.